# Pyriomyces
Pyriomyces is een monotypisch geslacht van korstmossen behorend tot de familie Byssolomataceae. Het bevat alleen de soort Pyriomyces protii.